# Xianyangpalatset
Xianyangpalatset (kinesiska: 咸阳宮, Xiányánggōng) var det kungliga palatset för Qinrikets sista regenter och det kejserliga palatset för Qindynastin (221-206 f.Kr.). Palatset låg öster om dagens Xianyang och cirka 2 mil norr om Xi'ans centrum i Kina. I dag finns det bara spår av ruiner kvar av palatset.

## Historia
År 350 f.Kr. beslutade Hertig Xiao (秦孝公) att flytta riket Qins huvudstad till Xianyang. Här byggdes Xianyangpalatset varifrån riket Qin styrdes, och även Qindynastin efter att Qin erövrat och enat Kina efter det långa inbördeskriget under De stridande staterna (481-221 f.Kr.). När Qindynastin föll 206 f.Kr. brändes Xianyangpalatset ned av Xiang Yu.
Det betydligt större Epangpalatset började byggas 212 f.Kr. för att ersätta Xianyangpalatset, men Epangpalatset hann aldrig bli färdigställt innan dynastin  föll.
På våren 1974 hittades Xianyangpalatsets stadsmur, och senare samma år hittades fundamentet till Palats no. 1 som tros varit kejsarens harem. Det finns mycket lite rester kvar av de övriga byggnaderna i palatset.

## Utförande
Vid tiden för De stridande staterna byggde de olika staterna större och högre palats för att visa sin överlägsenhet mot sina rivaler. I samband med flytten av huvudstad anammade även Qin denna arkitektur och byggde Xianyangpalatset på höga plattformar. Palatset var omgivet av en mur och upptog en yta av 510 000 kvadratmeter.
Palats nummer 1 i Xianyangpalatset antas inte vara palatsets huvudbyggnad utan var kejsarens harem. Byggnadens mittersta del var byggd på ett 6 meter högt fundament med sidorna 60 gånger 45 meter. Fundamentet omslöts av rum längs dess kanter. Huvudbyggnadens andra våning uppe på fundamentet tros kunna ha varit 17 meter hög passerat på diametern på dess bärande pelare. Ett utförligt dränagesystem av keramikrör till många av rummen i byggnaden indikerar att det fanns flera badrum.

## Xianyangpalatset idag

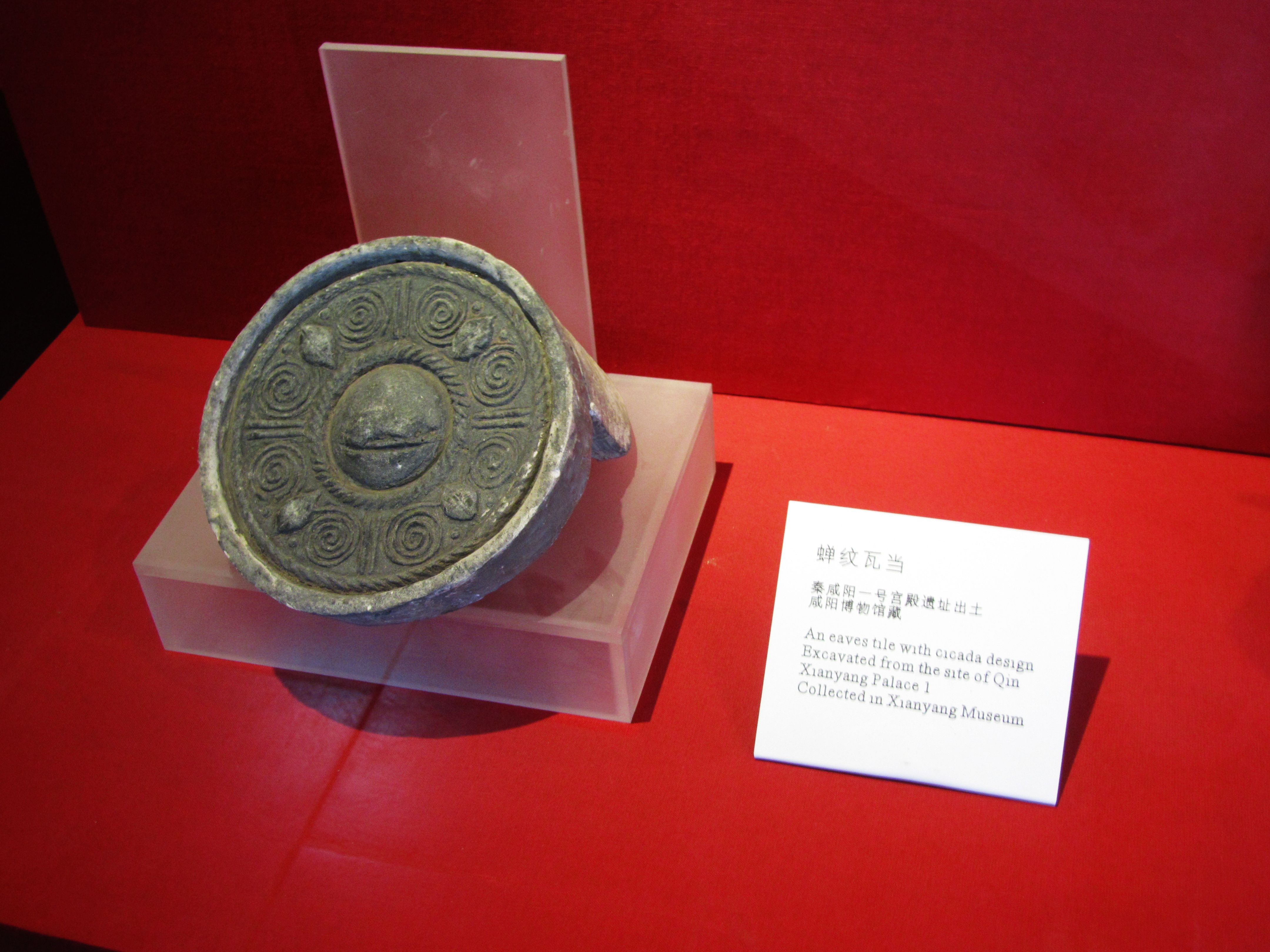
En taksten från Xianyangpalatset utställd på Xianyang Museum.

Mycket lite finns i dag kvar av Xianyangpalatset. Man kan besöka utgrävningarna vid Qin Xianyang Palace site Museum (秦咸阳宫遗址博物馆) och utgrävda föremål finns utställda på Xianyang Museum (咸阳博物馆)